# Eutrepsia cydonia
Eutrepsia cydonia är en fjärilsart som beskrevs av Druce 1893. Eutrepsia cydonia ingår i släktet Eutrepsia och familjen mätare. Inga underarter finns listade i Catalogue of Life.